# Cadência de tiro

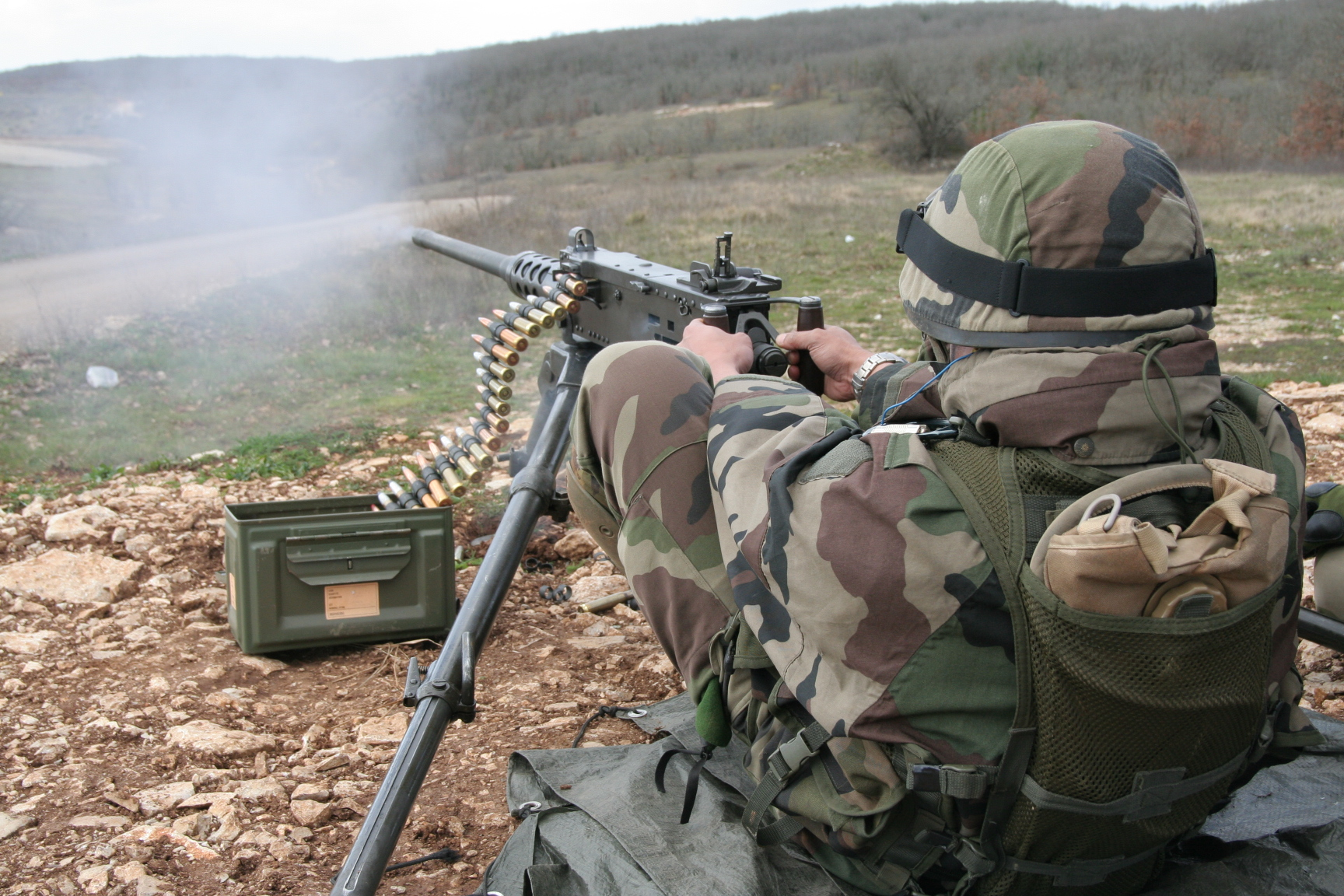
Exemplo de uma metralhadora pesada, Browning M2HB (calibre .50), com uma taxa de disparo de 485-635 tiros por minuto

A Cadência de Tiro (ou "volume de fogos") é a velocidade com que uma determinada arma de fogo pode disparar os seus projécteis. Também pode ser chamada Velocidade de Tiro. Normalmente é medida em tiros por minuto (tpm). Ocasionalmente, para certas armas especiais com alta Cadência de Tiro, pode ser utilizada a unidade de medida tiros por segundo (tps).

## Visao geral
Deverá ter-se em conta que, numa arma de fogo, normalmente existem diversas condicionantes que a impedem de manter a sua Cadência de Tiro durante um minuto inteiro, como são o aquecimento do cano, o esgotamento das munições do seu carregador, etc.. Assim, tpm é, essencialmente, uma unidade de medida teórica.
Para armas de repetição ou de tiro a tiro (armas não automáticas), a Cadência de Tiro é definida essencialmente pelo treino do atirador ou da guarnição da arma, com algumas limitações mecânicas. A Cadência de Tiro também pode ser afectada por factores ergonómicos, como por exemplo, no caso de espingardas, a disposição do ferrolho ou o sistema de substituição do carregador. No caso das bocas de fogo de artilharia, uma arma montada num reparo rebocável consegue atingir uma Cadência de Tiro mais elevada que a mesma arma montada num veículo blindado de artilharia autopropulsada. Isto acontece porque a guarnição de uma boca de fogo operando em espaço aberto pode mover-se facilmente e armazenar a munição no local mais conveniente, coisa que não acontece no espaço confinado de um blindado.
Para armas automáticas ou semiautomáticas a Cadência de Tiro tem principalmente a ver com as suas características mecânicas.
Com o passar do tempo as armas têm vindo a atingir Cadências de Tiro cada vez mais elevadas. Um moderno pelotão de combate, equipado com armas automáticas, tem mais poder de fogo que um regimento do início de séc. XIX, equipado com armas de recarregamento manual. 

## Medida
Existem três medidas padrão para a Cadência de Tiro de uma arma:
- Cadência Teórica ou Cíclica: esta é a cadência mecânica de tiro, ou seja a medida da rapidez de um ciclo de tiro da arma, incluindo as operações de carregar, colocar munição na câmara, disparar, retirar invólucro da câmara e ejectar invólucro. A medida da Cadência Teórica parte do princípio que a arma está a ser operada com a maior rapidez possível e não considera as manobras efectuadas pelo atirador, como mudar de carregador, apontar, etc.. Quando o gatilho é premido, a velocidade à qual os projecteis são disparados é a Cadência Teórica. As espingardas de assalto têm, normalmente uma Cadência Teórica de 500 tpm a 800 tpm. As metralhadoras convencionais têm Cadências Teóricas entre os 600 tpm e os 1200 tpm. Uma metralhadora especial como a Minigun, destinada a ser montada em helicópteros, pode atingir os 100 tps (6000 tpm).

- Cadência Efectiva, Prática ou Real: em comparação com a Cadência Teórica, a Cadência Efectiva é a Cadência de Tiro com a qual uma arma poderia ser disparada realmente em combate. A medida da Cadência Efectiva tem em conta a Cadência Teórica, mas considera também outros factores, tais como o tempo gasto a carregar, apontar, mudar de canos e, se necessário, arrefecer a arma. As metralhadoras são, tipicamente, disparadas em rajadas de poucos tiros, em vez de fogo continuo e prolongado, embora isto possa acontecer pontualmente. Assim, a Cadência Efectiva é sempre inferior à Cadência Teórica.

- Cadência Sustentada: é a cadência pela qual uma arma poderia razoavelmente disparar indefinidamente sem falhas. O conhecimento da Cadência Sustentada é sobretudo empregue para efeitos logísticos de abastecimento de munições. Na artilharia é indispensável saber a Cadência Sustentada das bocas de fogo para realizar o planeamento de fogo continuo durante períodos alongados.

## Limitações técnicas
A maior limitação à Cadência de Tiro tem a ver com o problema do aquecimento das armas de fogo. Até as armas de recarregamento manual geram calor durante o disparo dos projecteis. Uma metralhadora produz tanto calor que só funciona se forem tomadas medidas especiais para evitar o seu sobreaquecimento. Algumas soluções adoptadas incluem tornar o cano da arma mais pesado de modo a aquecer mais lentamente, instalar canos rapidamente substituíveis no próprio campo de batalha ou montar uma manga de arrefecimento à volta do cano. Tipicamente, a guarnição de uma moderna metralhadora irá transportar, pelo menos, um cano sobresselente para a sua arma, o qual pode ser trocado em alguns segundos por um operador treinado. Os problemas causados pelo sobreaquecimento da arma podem ir do disparo não intencional de munições à falha de fogo, que poderá ser fatal numa situação de combate.
Outro factor que influencia a Cadência de Tiro de uma arma é o seu municiamento. Por exemplo, à Cadência de 100 tps, uma rajada com um segundo de duração de uma Minigun iria gastar aproximadamente 2,5 kg de munições de 7,62 mm NATO. Só isto impediria o uso desta arma pela infantaria, que não teria capacidade de transportar consigo uma quantidade razoável de munições. Por esta, e outras razões, armas com tão elevadas Cadências de Tiro normalmente são apenas montadas em veículos ou posições fixas.

## Cadências teóricas típicas de alguns tipos de armas
- mosquete do séc. XVII: 0,33 tpm (1 tiro a cada 3 minutos)
- rifle de pederneira do séc. XVIII: 1 tpm
- rifle de carregamento pela culatra tiro a tiro: 6 tpm
- rifle de repetição: 12 tpm
- rifle semiautomático: 30 tpm
- rifle automático: 500-800 tpm
- submetralhadora: 600-900 tpm
- metralhadora leve: 300-600 tpm
- metralhadora pesada: 600-1000 tpm